# Settembre Nero (organizzazione)
L'Organizzazione Settembre Nero (più comunemente detta Settembre Nero) era un gruppo terroristico di stampo nazionalista e laico fondato nel 1970 da fedayyin palestinesi.
L'organizzazione è nota soprattutto per il massacro di Monaco, ovvero il rapimento e l'assassinio di 11 atleti israeliani, e l'omicidio di un poliziotto tedesco, durante l'attacco del settembre 1972 al villaggio olimpico di Monaco di Baviera.

## Storia
Il nome deriva dal conflitto noto come Settembre nero in Giordania, che ebbe inizio il 16 settembre 1970, quando Re Husayn, in risposta ad una serie di attentati operati da palestinesi residenti in Giordania, si mosse per riprendere il totale controllo del suo paese. Il tentativo si concluse con la morte o l'espulsione dalla Giordania di migliaia di palestinesi. L'Organizzazione Settembre Nero prese vita come una piccola cellula di uomini di al-Fatḥ, determinati a vendicarsi dell'esercito giordano. Ad esso si unirono persone reclutate dall'FPLP, da al-Sāʾiqa e da altri gruppi.

## Struttura del gruppo
C'è disaccordo tra storici, giornalisti e fonti primarie, riguardo alla natura di Settembre Nero e su fino a che punto fu controllato da al-Fatḥ (la fazione dell'OLP controllata all'epoca da Yāsir Arafāt).
Nel suo libro Stateless, Ṣalāh Khalaf (Abū Iyād), capo della sicurezza di Arafāt e membro fondatore di al-Fatḥ, scrisse che: "Settembre Nero non era un'organizzazione terroristica, ma era piuttosto un'unità ausiliaria del movimento di resistenza, in un periodo in cui quest'ultimo non era in grado di realizzare pienamente il suo potenziale politico e militare. Gli appartenenti negarono sempre qualsiasi legame tra la loro organizzazione e al-Fatḥ o l'OLP."
Quanto sostenuto da Abū Iyād venne contraddetto da Muḥammad Dāwūd ʿAwda (Oudeh), noto anche come Abū Dāwūd, un operativo di Settembre Nero ed ex membro anziano dell'OLP, il quale, secondo un articolo del 1972 apparso sul quotidiano giordano al-Dustūr (La costituzione), disse alla polizia giordana: "Non esiste una organizzazione Settembre Nero. Al-Fatah annuncia le sue operazioni con questo nome così che non appaia come esecutore diretto dell'operazione." Un documento del marzo 1973, pubblicato nel 1981 dal Dipartimento di Stato USA, sembrò confermare che al-Fatḥ fosse l'organizzazione madre di Settembre Nero.
Secondo il giornalista statunitense John K. Cooley, Settembre Nero rappresentò una "rottura totale con i vecchi metodi operativi e organizzativi dei Fedayyìn. I suoi membri operavano in cellule a tenuta stagna di quattro elementi. I membri di ogni cellula erano tenuti all'oscuro delle altre cellule. La leadership veniva esercitata dall'esterno da parte di intermediari e 'cut-offs' [sic]", non c'era quindi una leadership centralizzata (Cooley 1973).
Cooley scrive che molte delle cellule in Europa e nel resto del mondo erano composte da palestinesi e altri arabi, che avevano vissuto per molti anni nei loro paesi di residenza come studenti, insegnanti, uomini d'affari e diplomatici. Operando senza una guida centrale, aveva una "vera direzione collegiale" (ibid.). La struttura a cellule e la filosofia operativa "need-to-know", protessero gli operativi assicurando che la cattura o la sorveglianza di una cellula non avesse effetto sulle altre. La struttura offriva una plausibile declinazione di responsabilità alla leadership di al-Fatḥ, che fu attenta a distanziarsi dalle operazioni di Settembre Nero.
Secondo Benny Morris, storico "revisionista" israeliano, professore di storia all'Università Ben-Gurion, al-Fatḥ aveva bisogno di Settembre Nero. Egli scrive che ci fu un "problema di coesione interna dell'OLP o di al-Fatḥ, con gli estremisti che chiedevano una militanza sempre maggiore. Apparentemente i moderati acconsentirono alla creazione di Settembre Nero per poter sopravvivere" (Morris 2001, p. 379). Come risultato della pressione dei militanti, scrive Morris, un congresso di al-Fatḥ a Damasco nell'agosto/settembre del 1971, si disse d'accordo sul fondare Settembre Nero. La nuova organizzazione si basava sull'esistente apparato di intelligence e sicurezza di al-Fatḥ, e sugli uffici e i rappresentanti dell'OLP in diverse capitali europee, e fin dall'inizio, ci fu cooperazione tra Settembre Nero e il FPLP (ibid.)
Secondo Vittorio Lojacono, inviato del Corriere ed esperto di questioni vicino-orientali, Settembre nero venne fondato da 9 dirigenti palestinesi: Bassam Abu Sharif, Ghassan Kanafani, Wadi Haddad, Salah Khalaf, noto anche come Abu Ayad o Abu Iyad, capo del servizio di sicurezza del Jihaz al-Rasd (il servizio segreto di al-Fatḥ), Abd al-Rahman Barad'i, Muhammad Yusuf Naijar, detto Abu Yusuf, Wazil el-Halil, Alī Ḥasan Salama, detto Abu Hassan, e Muhammad Awah, detto Abu Dawud (V. Lojacono, I dossier di Settembre nero, un quadro del problema arabo-israeliano attraverso uno dei suoi fenomeni più drammatici e sconvolgenti, Milano, Bietti 1974, 403 pp., cap. 5).
L'OLP chiuse Settembre Nero nell'autunno del 1973, spinta, dice Morris, dal "calcolo politico per cui nient'altro di buono sarebbe arrivato dal terrorismo all'estero." (ibid. p. 383). Nel 1974 Arafāt ordinò all'OLP di abbandonare gli atti di violenza al di fuori di Israele, della Cisgiordania e della striscia di Gaza.

## Attentati
L'azione più nota di Settembre Nero fu l'uccisione di 11 atleti israeliani, nove dei quali vennero prima tenuti in ostaggio, e l'uccisione di un agente di polizia tedesco, durante la XX Olimpiade di Monaco di Baviera, nel 1972.
A seguito dell'attacco, il governo israeliano, guidato dal primo ministro Golda Meir, ordinò al Mossad di dare la caccia ai personaggi che si sapevano coinvolti nel massacro. Iniziò così quella che è nota come Operazione baionetta. Per il 1979, durante quella che divenne nota come Operazione Ira di Dio, almeno una unità del Mossad aveva già assassinato otto membri dell'OLP. Tra questi vi era la figura di spicco di Alī Ḥasan Salama, soprannominato il "Principe Rosso", facoltoso ed estroverso rampollo di una famiglia dell'alta società, e comandante di Forza 17, la squadra di sicurezza personale di Yāsir Arafāt. Salama era dietro al dirottamento del 1972, del volo Sabena 572 da Vienna a Lod. Venne ucciso da un'autobomba a Beirut il 22 gennaio 1979. Nel corso dell'Operazione Primavera di Gioventù, nell'aprile 1973, dei commando israeliani uccisero a Beirut tre membri anziani di Settembre Nero (e almeno nove altri). Nel luglio 1973, in quello che divenne noto come l'Affare Lillehammer, sei agenti israeliani vennero arrestati per l'omicidio di Ahmed Bouchiki, un innocente cameriere marocchino, che venne scambiato per Alī Ḥasan Salama.
Recenti commenti della presunta mente dietro ai fatti di Monaco, Abū Iyād, negano che alcuno dei palestinesi assassinati dal Mossad abbia avuto un legame con tale operazione. Questo nonostante il fatto che la lista degli elementi da colpire - predisposta all'inizio dell'operazione - comprendesse 2 dei 3 sopravvissuti della squadra di attentatori che vennero successivamente arrestati in seguito allo scontro a fuoco all'aeroporto.

## Altre operazioni
Altre azioni attribuite a Settembre Nero comprendono:
- 28 novembre, 1971: Assassinio del primo ministro giordano Waṣfī Ṭell, quale ritorsione per l'espulsione dell'OLP dalla Giordania tra il 1970 ed il 1971;
- dicembre 1971: tentato assassinio di Zayd al-Rifāʿī, ambasciatore giordano a Londra e precedentemente presidente dell'alta corte giordana;
- febbraio 1972: sabotaggio di un'installazione elettrica tedesca e di un impianto petrolchimico olandese;
- maggio 1972: dirottamento del volo 571 della linea aerea belga Sabena da Vienna a Lod.
- 4 agosto 1972: il cielo di Trieste venne oscurato da un'enorme nube nera a causa di un attentato dinamitardo ai serbatoi del punto di stoccaggio della S.I.O.T spa (Società Italiana per l'Oleodotto Transalpino) sito nella periferia del capoluogo giuliano. Furono piazzate quattro bombe sotto quattro diversi serbatoi; tre di questi si incendiarono[6]. A seguito dell'esplosione di uno di tali serbatoi, l'incendio si propagò anche ad un serbatoio limitrofo.
- 1º marzo 1973: attacco all'ambasciata saudita a Khartum, con l'assassinio di Cleo Noel, capo della missione statunitense in Sudan, di George Curtis Moore, vice della stessa missione e di Guy Eid, incaricato d'affari belga.
- 17 dicembre 1973: strage di Fiumicino, Roma - Italia, in cui vennero uccise 32 persone tra cui 6 italiani (Giuliano De Angelis, Emma Zanchi, Monica De Angelis, Raffaele Narciso, Antonio Zara, Domenico Ippoliti).